# Polydesmus jugoslavicus
Polydesmus jugoslavicus är en mångfotingart som först beskrevs av Jawlowski 1933.  Polydesmus jugoslavicus ingår i släktet Polydesmus och familjen plattdubbelfotingar. Inga underarter finns listade i Catalogue of Life.